# Parafia Narodzenia Najświętszej Maryi Panny w Rajgrodzie
Parafia Narodzenia Najświętszej Maryi Panny w Rajgrodzie – rzymskokatolicka parafia leżąca w dekanacie Rajgród należącym do diecezji ełckiej. Erygowana w XV wieku; ponownie w 1519. Mieści się przy ulicy Piaski.

## Proboszczowie
- ks. Hieronim Mojżuk (1994–2024)[3]
- ks. kan. dr Maciej Gilewski (2024– )[4]